# Banyera dels Ermitans

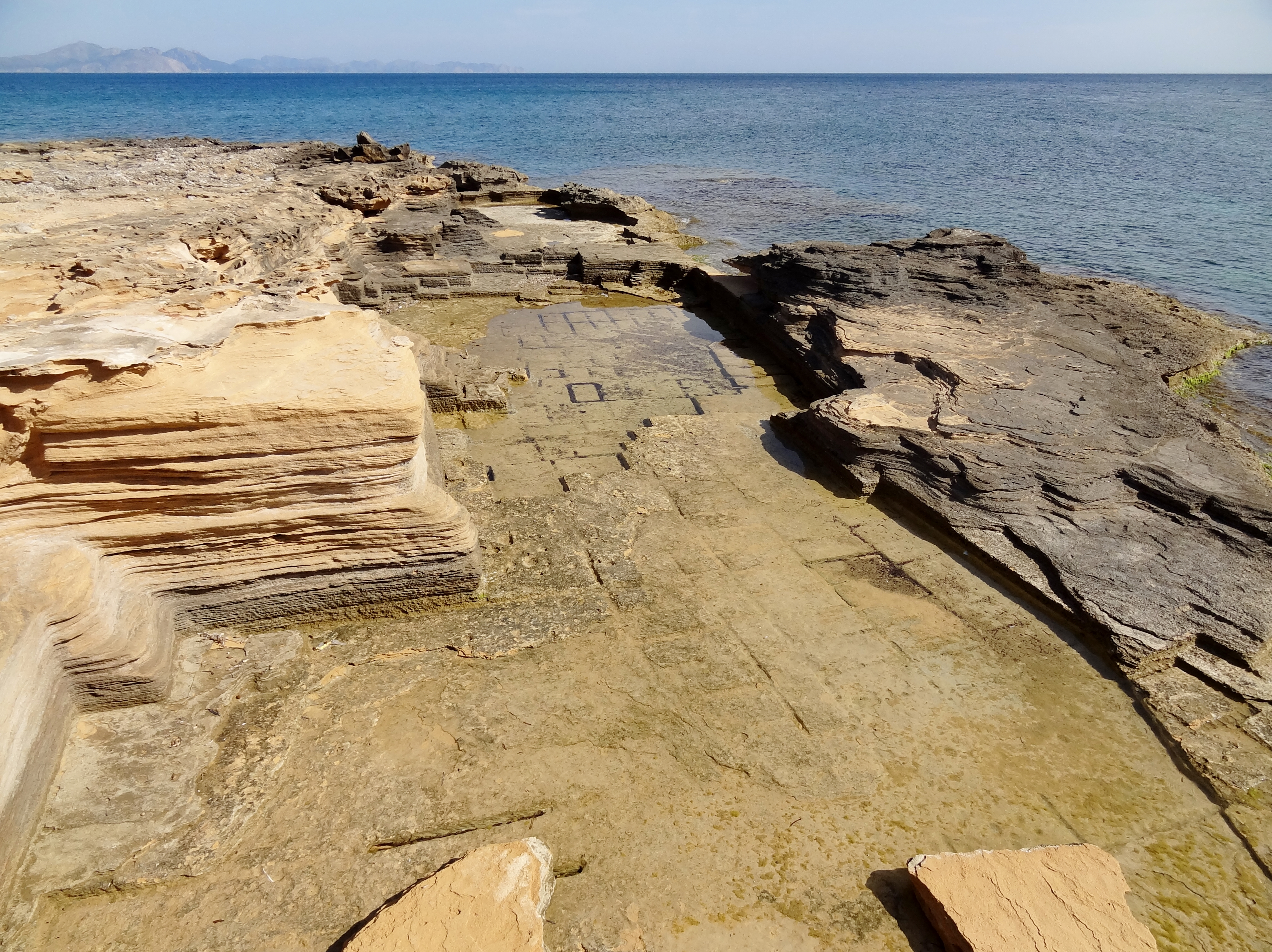
Banyera dels ermitans o es Maresos

La Banyera dels Ermitans també coneguda coneguda com es Canons o es Maresos. Es tracta d'una cala situada molt a prop de Betlem, Artà.